# Brooklin (Maine)
Brooklin è un comune (town) degli Stati Uniti d'America della contea di Hancock nello Stato del Maine. La popolazione era di 824 persone al censimento del 2010. La città è sede della rivista WoodenBoat, del Brooklin Boat Yard, e di numerosi costruttori di barche, artisti, scrittori, musicisti, e ceramisti.

## Geografia fisica
Secondo lo United States Census Bureau, ha un'area totale di 41,18 miglia quadrate (106,66 km²).

## Storia
Brooklin in origine era una città più grande, ma poi Sedgwick si staccò e divenne una propria città. Poche settimane dopo, il nome fu cambiato in Brooklin, dalla linea del ruscello che la separava da Sedgwick. Utilizzando l'olio di pesce porgy come fertilizzante, il suolo era stato reso difficile per la produzione, e il fieno divenne la coltura principale. Con ottimi porti, tuttavia, le occupazioni principali erano la pesca e la marineria. Nel 1859, quando la popolazione era di 1.002 abitanti, la città possedeva cinque barche e una fabbrica per la produzione di calzature, oltre a due produttori di botte. Nel 1886, la città era notata per la produzione in quantità considerevoli di aringhe affumicate. Anche l'aragosta in scatola era diventato un business importante.

## Società

### Evoluzione demografica
Secondo il censimento del 2010, c'erano 824 persone.

### Etnie e minoranze straniere
Secondo il censimento del 2010, la composizione etnica della città era formata dal 97,9% di bianchi, l'1,0% da asiatici, lo 0,4% di altre razze, e lo 0,7% di due o più etnie. Ispanici o latinos di qualunque razza erano lo 0,5% della popolazione.